# Schloss Holzgünz

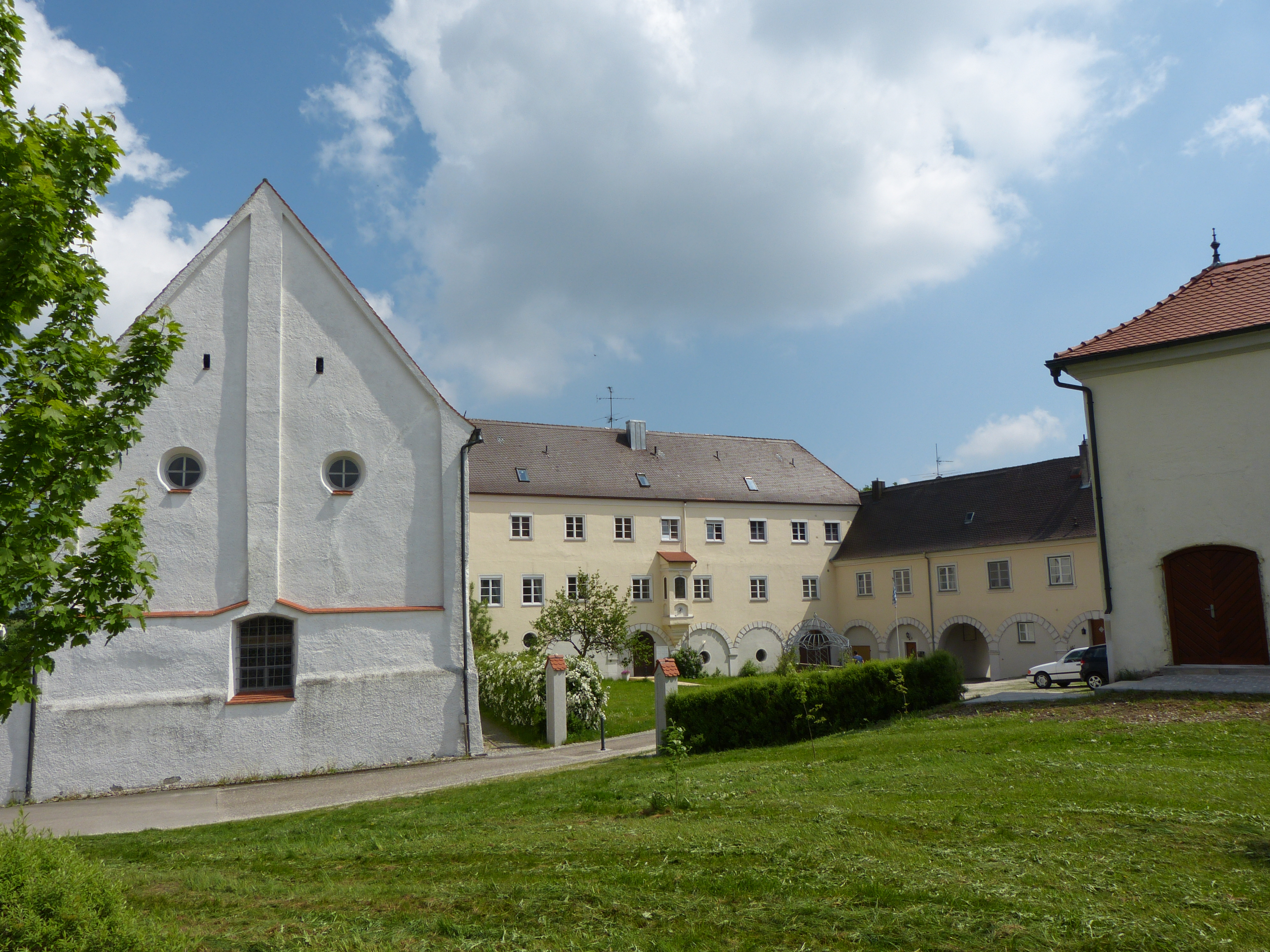
Schloss Holzgünz

Schloss Holzgünz ist ein ehemaliges Schloss der Memminger Kreuzherren in Holzgünz im schwäbischen Landkreis Unterallgäu.

## Geschichte
Holzgünz gehörte seit dem Mittelalter zur Freien Reichsstadt Memmingen, seit 1444 den Kreuzherren des Memminger Oberhospitals. Das heutige Schloss mit Kirche entstand als Sommerresidenz des Spitalmeisters der Kreuzherren, Balthasar Mayer, im Jahr 1586. Nach der Säkularisation 1803 wurde das Schloss 1809 vom Bayerischen Staat an die Freiherren von Spitzel verkauft. Es wechselte nun öfter die Besitzer und diente u. a. als Pfarrhof, Bräuhaus, Schule und Krankenhaus. Im Ersten Weltkrieg befand sich ein Gefangenenlager im Schloss. Heute beherbergen Süd- und Ostflügel Wohnungen, der Westflügel eine Gastwirtschaft mit ehemaliger Brauerei, die auf das Jahr 1680 zurückgeht.

## Baubeschreibung
Vierflügelanlage mit dreigeschossigem Ostflügel mit abgewalmtem Satteldach, Erker über profilierter Konsole, Blendbogen und Turm mit Zeltdach, zweigeschossigem Südflügel mit Satteldach, Blendbogen und von Pilastern und Segmentgiebel gerahmter Tordurchfahrt. Der westliche Teil ist als Walmdachbau separiert. Zweigeschossiger Westflügel mit Walmdach, nördlichem Laubengang mit korbbogigen Arkaden und Zeltdachanbau. Die zugehörige Schlosskirche St. Simon und Judas Thaddäus ist eine Saalkirche und bildet den Nordflügel der Anlage. Sie wurde im Jahre 1586 neu errichtet.